# High Water
High Water ist ein Jazz-Fusion-Album des US-amerikanischen Hip-Hop-Produzenten El-P. Das Album entstand in Zusammenarbeit mit der von Matthew Shipp geleiteten Jazzformation The Blue Series Continuum und erschien im März 2004 über das Label Thirsty Ear Recordings.

## Entstehung
Nachdem der Jazzpianist Matthew Shipp das 2002 erschienene Album Fantastic Damage von El-P gehört hatte, schlug er diesem vor, ein gemeinsames Album zu produzieren. El-P willigte ein und die Arbeiten zu High Water begannen 2003. El-P rappt auf dem Album nicht, es handelt sich bei High Water um sein zweites Instrumentalalbum nach Little Johnny from the Hospitul: Breaks and Instrumentals, Vol. 1. El-P produzierte lose Liedstrukturen, über die die Musiker von The Blue Series Continuum improvisierten. Auf dem Song When the Moon was Blue ist der einzige Feature-Gast zu hören, El-P’s Vater Harry Keys, ebenfalls Jazzmusiker.
Neben El-P, Matthew Shipp und Harry Keys arbeiteten folgende Musiker an dem Album: William Parker, Guillermo E. Brown, Daniel Carter, Steve Swell und Roy Campbell, Jr.
Das Lied Intrigue in the House of India veröffentlichte El-P ebenfalls auf seinem 2004 erschienenen Mixtape Collecting the Kid, dort auf manchen Pressungen unter dem Namen Time is Running Out.

## Titelliste
| #  | Titel                                   | Länge |
| -- | --------------------------------------- | ----- |
| 1. | Please Stay (Yesterday)                 | 2:37  |
| 2. | Sunrise over Bklyn                      | 10:33 |
| 3. | Get Your Hand Off My Shoulder, Pig      | 6:34  |
| 4. | Get Modal                               | 5:06  |
| 5. | Intrigue in the House of India          | 6:33  |
| 6. | Something is Wrong                      | 4:09  |
| 7. | When the Moon was Blue Feat. Harry Keys | 6:42  |
| 8. | Please Leave (Yesterday)                | 1:49  |

## Kritik
Pitchfork vergab 7,2 von 10 möglichen Punkten und schrieb:

“[...] the album is essentially a reminder that El-P's jazz detour is only a temporary diversion from the music that shaped Def Jux.”

„...das Album ist im Wesentlichen eine Erinnerung daran, dass El-P's Abstecher in den Jazz nur eine vorübergehende Abwechslung von der Musik ist, die Def Jux geprägt hat.“

Allmusic vergab 4 von 5 möglichen Punkten und nannte es ein empfehlenswertes Album mit Höhen und Tiefen.